# Красне (гміна Краснополь)
Красне (пол. Krasne) — село в Польщі, у гміні Краснополь Сейненського повіту Підляського воєводства.
Населення — 101 особа (2011).
У 1975-1998 роках село належало до Сувальського воєводства.

## Демографія
Демографічна структура станом на 31 березня 2011 року:
|          | Загалом | Допрацездатний вік | Працездатний вік | Постпрацездатний вік |
| -------- | ------- | ------------------ | ---------------- | -------------------- |
| Чоловіки | 52      | 12                 | 29               | 11                   |
| Жінки    | 49      | 8                  | 25               | 16                   |
| Разом    | 101     | 20                 | 54               | 27                   |